# Khaneus
Els khaneus van ser un grup nòmada tribal que vivia avançat el tercer mil·lenni aC, i que s'havia establert a Mesopotàmia.
El seu ancestre se suposa que va ser Hanu o Khanu nom que es troba a les llistes de reis d'Assíria. Els khaneus o haneus (hanians o khanians) es van establir a Terqa i al desert de la regió d'aquesta ciutat. Sobre ells hi ha documentació als arxius de Mari. Eren tribus que posseïen ramats i es movien per la regió en transhumància. Les paraules que utilitzen les Tauletes de Mari per parlar del seu sistema social són amorrites i no accàdies, cosa que podria indicar un origen amorrita d'aquesta tribu. Alguns membres dels khaneus eren guies de les caravanes que passaven per les estepes i també eren reclutats per l'exèrcit. El govern de Mari els proveïa de productes manufacturats i de vegades els oferia terres. Els acords es formalitzaven amb rituals elaborats, i les Tauletes de Mari fan referència al «sacrifici d'un ase».
Els benjaminites i els bensimalites, ben documentats a les Tauletes de Mari van ser divisions sorgides d'aquesta tribu, que vivien al segle xviii aC- segle xvii aC.